# Aki Misato
Aki Misato (美郷 あき Misato Aki?,  Saitama, Japón, 2 de septiembre de 1981) es una cantante japonesa de J-pop, reconocida por haber hecho temas para animes y videojuegos. Debutó en 2004 con Kimi ga Sora datta (君が空だった), el tema de cierre del anime Mai-HiME. Hasta la fecha posee 20 sencillos, 4 álbumes y otras 26 apariciones en álbumes (como la banda sonora original de algunos animes o recopilaciones).

## Biografía
Aunque Aki Misato debutó en 2004, su preparación como artista empezó en el 2000 dando conciertos en clubes de música, salas de concierto y exposiciones privadas. En 2003, viajó a Nueva York para tomar clases de canto. Así, finalmente, en el 2004 debutó al regresar a Japón. Desde entonces no ha dejado de lanzar sencillos o álbumes. Participó en "Animelo Summer Live" el 2008. Su primer álbum, Sincerely, salió a la venta el 22 de noviembre de 2006.

## Discografía
En su discografía, competen 20 singles con dos temas cada uno y 4 álbumes con 12 temas cada uno.

### Sencillos
Los singles se refieren a los discos que contienen sólo uno o dos temas promocionales del disco próximo a estrenar y, a veces, la versión instrumental (sin voz).
1. Kimi ga Sora datta (君が空だった), 26 de noviembre de 2004.
2. Silent Wing, 6 de julio de 2005.
3. UNLIMITED FIRE, 24 de agosto de 2005.
4. Futare ga Wasurenai (ふたりが忘れない[2]), 23 de noviembre de 2005.
5. Ashita wo Tomenaide (明日をとめないで), 8 de febrero de 2006.
6. Shōjo Meiro de Tsukamaete (少女迷路でつかまえて), 26 de marzo de 2006.
7. Gun Parade Orchestra Single (高機動幻想 ガンパレード・オーケストラ 主題歌集), 7 de junio de 2006.
8. Kuchibiru Daydream (くちびる白昼夢), 9 de agosto de 2006.
9. Mou Ai shika Iranai (もう愛しかいらない), 24 de enero de 2007.
10. BLOOD QUEEN, 9 de mayo de 2007.
11. disarm dreamer, 24 de octubre de 2007.
12. sad rain, 14 de mayo de 2008.
13. Jewelry Tears, 28 de enero de 2009.
14. Life and proud, 24 de febrero de 2009.
15. Made in WONDER, 5 de agosto de 2009.
16. Double eyes / all allow, 7 de octubre de 2009.
17. Scarlet Bomb! 21 de octubre de 2009.
18. Wild succession, 25 de noviembre de 2009.
19. What a beautiful world, 21 de abril de 2010.[3]
20. Shiawase wa Tsuki yori Takaku (シアワセは月より高く?), 21 de julio de 2010
21. Tantei opera milky holmes: Act 2 (Whodunit night?), 27 de junio de 2012
22. Ai no Sei de Nemurenai,8 de agosto de 2012
23. 守護心PARADOX, 21 de noviembre de 2012

### Álbumes
Los álbumes son las recopilaciones de los singles y, además, algunas canciones nuevas.
Sincerely, 22 de noviembre de 2006.
1. Ashita wo Tomenaide (明日をとめないで)
2. Yume ni Mita Rakuen (夢にみた楽園)
3. Silent wing
4. Shoujo Meiro de Tsukamete (berry's maturing version) (少女迷路でつかまえて [berry's maturing version])
5. Montage (モンタージュ)
6. Kimi ga Sora datta (君が空だった)
7. UNLIMITED FIRE
8. Goal to NEW WORLD
9. before
10. true love?
11. Futari ga Wasurenai (ふたりが忘れない)
12. Kimi ga Sora datta (acoustic version) (君が空だった [acoustic version])

feel it, 8 de agosto de 2007.
1. Mou Ai Shika Iranai (もう愛しかいらない)
2. Kuchibiru Daydream (くちびる白昼夢)
3. HAPPY CHERRY FESTA!
4. TOMORROW'S TRUE
5. If...~I wish~ (feel it mix)
6. calling
7. Kizu wa Kaseki ni Narenai Keredo (傷は化石にならないけれど)
8. Confusion Lovers
9. Happiness (ハピネス)
10. Fujiyuu na Emotion (不自由なEmotion)
11. beautiful flower （feel this ver.）
12. feel it

here I am, 10 de septiembre de 2008.
1. Shoujo Meiro de Tsukamete (少女迷路でつかまえて)
2. disarm dreamer
3. Boukyaku Butterfly (忘却バタフライ)
4. sad rain (album ver.)
5. Ima no Kimi ga Tookute mo (いまの君が遠くても)
6. Ano Hana no Saku Koro ni (あの花の咲く頃に)
7. BLOOD QUEEN
8. Kokoro ni Saku Hana (心に咲く花)
9. I lost the place
10. Sayonara no Mukou Gawa de (さよならの向こう側で)
11. another life
12. here I am

from now on, 27 de enero de 2010.
1. Life and proud
2. Jewelry Tears
3. Little wing
4. Nami no Kaidan (波の階段[4])
5. Scarlet Bomb!
6. Hide and seek
7. Unusual days
8. all allow
9. Kizashi no Taiyou (兆しの太陽)
10. Made in WONDER
11. Love wind
12. from now on

My Honesty, 20 de abril de 2011.
1. honest word, honest word
2. Cross Illusion
3. Saigo no Eden (最後のエデン)
4. Separating Moment
5. Sayonara Kimi no Koe (さよなら君の声)
6. Kiseki (奇跡)
7. once more again
8. Youdamari no Naka e (陽だまりの中へ)
9. Shiawase wa Tsuki Yori Takaku (シアワセは月より高く)
10. Akarui Koi no Uta (あかるい恋のうた)
11. Wild succession
12. Bokura no Jiyuu (僕らの自由)
13. What a beautiful world